# Premi del Sindicat d'Actors de Cinema
Els Premis del Sindicat d'Actors de Cinema (també coneguts com a premis SAG) són guardons concedits pel Sindicat d'Actors de Cinema-Federació Americana d'Artistes de Televisió i Ràdio (SAG-AFTRA) en reconeixement de les millors actuacions en pel·lícules i televisió. L'estatueta lliurada, una figura d'home nu amb una màscara de la comèdia i una màscara de la tragèdia, s'anomena "The Actor". Fa 41 cm d'altura, pesa uns 5,4 kg, és de bronze sòlid i la produeix l'American Fine Arts Foundry a Burbank, Califòrnia.
Aquests premis són un dels grans esdeveniments de Hollywood d'ençà del 1995. Les nominacions provenen de dos comitès, un per pel·lícules i l'altre per televisió, cadascun dels quals té 2.100 membres de la unió, seleccionats per atzar cada any, i el total de membres (165.000 l'any 2012) poden votar els guanyadors. És considerat un indicador d'èxit dels premis Oscar. La cerimònia s'ha retransmès des del 1998 a la TNT, i des del 2007 també per TBS.
Els premis SAG inaugurals van ser retransmesos en directe el 25 de febrer de 1995 des de l'estudi 12 de Universal Studios. La segona cerimònia es va retransmetre des del Santa Monica Civic Auditorium, mentre que els posteriors s'han celebrat al Shrine Auditorium. El 4 de desembre de 2017 es va anunciar que la cerimònia tindria presentador per primera vegada en els 24 anys d'història del premi, sent Kristen Bell la presentadora.

## Cerimònies
- Premis del Sindicat d'Actors de Cinema de 1994
- Premis del Sindicat d'Actors de Cinema de 1995
- Premis del Sindicat d'Actors de Cinema de 1996
- Premis del Sindicat d'Actors de Cinema de 1997
- Premis del Sindicat d'Actors de Cinema de 1998
- Premis del Sindicat d'Actors de Cinema de 1999
- Premis del Sindicat d'Actors de Cinema de 2000
- Premis del Sindicat d'Actors de Cinema de 2001
- Premis del Sindicat d'Actors de Cinema de 2002
- Premis del Sindicat d'Actors de Cinema de 2003
- Premis del Sindicat d'Actors de Cinema de 2004
- Premis del Sindicat d'Actors de Cinema de 2005
- Premis del Sindicat d'Actors de Cinema de 2006
- Premis del Sindicat d'Actors de Cinema de 2007
- Premis del Sindicat d'Actors de Cinema de 2008
- Premis del Sindicat d'Actors de Cinema de 2009
- Premis del Sindicat d'Actors de Cinema de 2010
- Premis del Sindicat d'Actors de Cinema de 2011
- Premis del Sindicat d'Actors de Cinema de 2012
- Premis del Sindicat d'Actors de Cinema de 2013
- Premis del Sindicat d'Actors de Cinema de 2014
- Premis del Sindicat d'Actors de Cinema de 2015
- Premis del Sindicat d'Actors de Cinema de 2016
- Premis del Sindicat d'Actors de Cinema de 2017
- Premis del Sindicat d'Actors de Cinema de 2018
- Premis del Sindicat d'Actors de Cinema de 2019

## Categories

### Pel·lícula
- Premi del Sindicat d'Actors de Cinema al millor repartiment
- Premi del Sindicat d'Actors de Cinema al millor actor protagonista
- Premi del Sindicat d'Actors de Cinema a la millor actriu protagonista
- Premi del Sindicat d'Actors de Cinema al millor actor secundari
- Premi del Sindicat d'Actors de Cinema a la millor actriu secundària
- Premi del Sindicat d'Actors de Cinema al millor grup d'especialistes

### Televisió
- Premi del Sindicat d'Actors de Cinema al millor repartiment en una sèrie dramàtica
- Premi del Sindicat d'Actors de Cinema al millor repartiment en una sèrie de comèdia
- Premi del Sindicat d'Actors de Cinema al millor actor en una sèrie dramàtica
- Premi del Sindicat d'Actors de Cinema a la millor actriu en una sèrie dramàtica
- Premi del Sindicat d'Actors de Cinema al millor actor en una sèrie de comèdia
- Premi del Sindicat d'Actors de Cinema a la millor actriu en una sèrie de comèdia
- Premi del Sindicat d'Actors de Cinema al millor actor en una minisèrie o telefilm
- Premi del Sindicat d'Actors de Cinema a la millor actriu en una minisèrie o telefilm
- Premi del Sindicat d'Actors de Cinema al millor grup d'especialistes en una sèrie de televisió

### Premi d'Honor
- Premi d'Honor del Sindicat d'Actors de Cinema

## Superlatius

### Més cops guanyat
(Mínim 3 cops guanyat)
| Total de victòries | Guanyador              | Pel·lícula   | Pel·lícula | Pel·lícula  | Pel·lícula | Televisió | Televisió | Televisió            | Televisió              | Televisió          | Televisió |
| Total de victòries | Guanyador              | Protagonista | Secundari  | Repartiment | Total      | Drama     | Comèdia   | Repartiment de drama | Repartiment de comèdia | Minisèrie/Telefilm | Total     |
| Masculí            | Masculí                | Masculí      | Masculí    | Masculí     | Masculí    | Masculí   | Masculí   | Masculí              | Masculí                | Masculí            | Masculí   |
| ------------------ | ---------------------- | ------------ | ---------- | ----------- | ---------- | --------- | --------- | -------------------- | ---------------------- | ------------------ | --------- |
| 8                  | Alec Baldwin           |              |            |             | 0          |           | 7         |                      | 1                      |                    | 8         |
| 6                  | Anthony Edwards        |              |            |             | 0          | 2         |           | 4                    |                        |                    | 6         |
| 5                  | Ty Burrell             |              |            |             | 0          |           | 1         |                      | 4                      |                    | 5         |
| 5                  | Bryan Cranston         |              |            | 1           | 1          | 2         |           | 1                    |                        | 1                  | 4         |
| 5                  | James Gandolfini       |              |            |             | 0          | 3         |           | 2                    |                        |                    | 5         |
| 4                  | Jason Alexander        |              |            |             | 0          |           | 1         |                      | 3                      |                    | 4         |
| 4                  | Sterling K. Brown      |              |            | 1           | 1          | 1         |           | 2                    |                        |                    | 3         |
| 4                  | Steve Buscemi          |              |            |             | 0          | 2         |           | 2                    |                        |                    | 4         |
| 4                  | Jim Carter             |              |            | 1           | 1          |           |           | 3                    |                        |                    | 4         |
| 4                  | George Clooney         |              |            |             | 0          |           |           | 4                    |                        |                    | 4         |
| 4                  | Jesse Tyler Ferguson   |              |            |             | 0          |           |           |                      | 4                      |                    | 4         |
| 4                  | Paul Giamatti          |              | 1          | 1           | 2          |           |           |                      |                        | 2                  | 2         |
| 4                  | Nolan Gould            |              |            |             | 0          |           |           |                      | 4                      |                    | 4         |
| 4                  | Sean Hayes             |              |            |             | 0          |           | 3         |                      | 1                      |                    | 4         |
| 4                  | Eriq La Salle          |              |            |             | 0          |           |           | 4                    |                        |                    | 4         |
| 4                  | William H. Macy        |              |            |             | 0          |           | 3         |                      |                        | 1                  | 4         |
| 4                  | Ed O'Neill             |              |            |             | 0          |           |           |                      | 4                      |                    | 4         |
| 4                  | Rico Rodriguez         |              |            |             | 0          |           |           |                      | 4                      |                    | 4         |
| 4                  | Geoffrey Rush          | 1            |            | 2           | 3          |           |           |                      |                        | 1                  | 1         |
| 4                  | Tony Shalhoub          |              |            |             | 0          |           | 3         |                      | 1                      |                    | 4         |
| 4                  | Martin Sheen           |              |            |             | 0          | 2         |           | 2                    |                        |                    | 4         |
| 4                  | Kevin Spacey           | 1            |            | 1           | 2          | 2         |           |                      |                        |                    | 2         |
| 4                  | Eric Stonestreet       |              |            |             | 0          |           |           |                      | 4                      |                    | 4         |
| 4                  | Noah Wyle              |              |            |             | 0          |           |           | 4                    |                        |                    | 4         |
| 3                  | Mahershala Ali         |              | 2          | 1           | 3          |           |           |                      |                        |                    | 0         |
| 3                  | Hugh Bonneville        |              |            |             | 0          |           |           | 3                    |                        |                    | 3         |
| 3                  | Steve Carell           |              |            | 1           | 1          |           |           |                      | 2                      |                    | 2         |
| 3                  | Brendan Coyle          |              |            |             | 0          |           |           | 3                    |                        |                    | 3         |
| 3                  | Daniel Day-Lewis       | 3            |            |             | 3          |           |           |                      |                        |                    | 0         |
| 3                  | Colin Firth            | 1            |            | 2           | 3          |           |           |                      |                        |                    | 0         |
| 3                  | Dennis Franz           |              |            |             | 0          | 2         |           | 1                    |                        |                    | 3         |
| 3                  | Michael C. Hall        |              |            |             | 0          | 1         |           | 2                    |                        |                    | 3         |
| 3                  | Michael J. Harney      |              |            |             | 0          |           |           |                      | 3                      |                    | 3         |
| 3                  | Rob James-Collier      |              |            |             | 0          |           |           | 3                    |                        |                    | 3         |
| 3                  | Allen Leech            |              |            |             | 0          |           |           | 3                    |                        |                    | 3         |
| 3                  | John Lithgow           |              |            |             | 0          | 1         | 2         |                      |                        |                    | 3         |
| 3                  | Mark Moses             |              |            |             | 0          |           |           | 1                    | 2                      |                    | 3         |
| 3                  | Michael Richards       |              |            |             | 0          |           |           |                      | 3                      |                    | 3         |
| 3                  | David Robb             |              |            |             | 0          |           |           | 3                    |                        |                    | 3         |
| 3                  | Nick Sandow            |              |            |             | 0          |           |           |                      | 3                      |                    | 3         |
| 3                  | Jerry Seinfeld         |              |            |             | 0          |           |           |                      | 3                      |                    | 3         |
| 3                  | Gary Sinise            |              |            | 1           | 1          |           |           |                      |                        | 2                  | 2         |
| 3                  | John Slattery          |              |            | 1           | 1          |           |           | 2                    |                        |                    | 2         |
| 3                  | Shea Whigham           |              |            | 1           | 1          |           |           | 2                    |                        |                    | 2         |
| 3                  | Rainn Wilson           |              |            |             | 0          |           |           | 1                    | 2                      |                    | 3         |
| Femení             |                        |              |            |             |            |           |           |                      |                        |                    |           |
| 9                  | Julia Louis-Dreyfus    |              |            |             | 0          |           | 5         |                      | 4                      |                    | 9         |
| 8                  | Julianna Margulies     |              |            |             | 0          | 4         |           | 4                    |                        |                    | 8         |
| 7                  | Allison Janney         |              | 1          | 2           | 3          | 2         |           | 2                    |                        |                    | 4         |
| 5                  | Uzo Aduba              |              |            |             | 0          |           | 2         |                      | 3                      |                    | 5         |
| 5                  | Viola Davis            | 1            | 1          | 1           | 3          | 2         |           |                      |                        |                    | 2         |
| 5                  | Edie Falco             |              |            |             | 0          | 3         |           | 2                    |                        |                    | 5         |
| 5                  | Tina Fey               |              |            |             | 0          |           | 4         |                      | 1                      |                    | 5         |
| 5                  | Helen Mirren           | 1            | 1          | 1           | 3          |           |           |                      |                        | 2                  | 5         |
| 5                  | Maggie Smith           |              |            | 1           | 1          | 1         |           | 3                    |                        |                    | 4         |
| 4                  | Julie Bowen            |              |            |             | 0          |           |           |                      | 4                      |                    | 4         |
| 4                  | Sarah Hyland           |              |            |             | 0          |           |           |                      | 4                      |                    | 4         |
| 4                  | Kelly Macdonald        |              |            | 2           | 2          |           |           | 2                    |                        |                    | 2         |
| 4                  | Frances McDormand      | 2            |            | 1           | 3          |           |           |                      |                        | 1                  | 1         |
| 4                  | Megan Mullally         |              |            |             | 0          |           | 3         |                      | 1                      |                    | 4         |
| 4                  | Sandra Oh              |              |            | 1           | 1          | 2         |           | 1                    |                        |                    | 3         |
| 4                  | Gloria Reuben          |              |            |             | 0          |           |           | 4                    |                        |                    | 3         |
| 4                  | Sofía Vergara          |              |            |             | 0          |           |           |                      | 4                      |                    | 4         |
| 4                  | Ariel Winter           |              |            |             | 0          |           |           |                      | 4                      |                    | 4         |
| 3                  | Aubrey Anderson-Emmons |              |            |             | 0          |           |           |                      | 3                      |                    | 3         |
| 3                  | Christine Baranski     |              |            | 2           | 2          |           | 1         |                      |                        |                    | 1         |
| 3                  | Cate Blanchett         | 1            | 1          | 1           | 3          |           |           |                      |                        |                    | 0         |
| 3                  | Danielle Brooks        |              |            |             | 0          |           |           |                      | 3                      |                    | 3         |
| 3                  | Laura Carmichael       |              |            |             | 0          |           |           | 3                    |                        |                    | 3         |
| 3                  | Frances Conroy         |              |            |             | 0          | 1         |           | 2                    |                        |                    | 3         |
| 3                  | Jackie Cruz            |              |            |             | 0          |           |           |                      | 3                      |                    | 3         |
| 3                  | Lea Delaria            |              |            |             | 0          |           |           |                      | 3                      |                    | 3         |
| 3                  | Michelle Dockery       |              |            |             | 0          |           |           | 3                    |                        |                    | 3         |
| 3                  | Joanne Froggatt        |              |            |             | 0          |           |           | 3                    |                        |                    | 3         |
| 3                  | Kimiko Glenn           |              |            |             | 0          |           |           |                      | 3                      |                    | 3         |
| 3                  | Annie Golden           |              |            |             | 0          |           |           |                      | 3                      |                    | 3         |
| 3                  | Diane Guerrero         |              |            |             | 0          |           |           |                      | 3                      |                    | 3         |
| 3                  | Teri Hatcher           |              |            |             | 0          |           | 1         |                      | 2                      |                    | 3         |
| 3                  | Felicity Huffman       |              |            |             | 0          |           | 1         |                      | 2                      |                    | 3         |
| 3                  | Laura Innes            |              |            |             | 0          |           |           | 3                    |                        |                    | 3         |
| 3                  | Vicky Jeudy            |              |            |             | 0          |           |           |                      | 3                      |                    | 3         |
| 3                  | Queen Latifah          |              |            | 1           | 1          |           |           |                      |                        | 2                  | 2         |
| 3                  | Selenis Leyva          |              |            |             | 0          |           |           |                      | 3                      |                    | 3         |
| 3                  | Phyllis Logan          |              |            |             | 0          |           |           | 3                    |                        |                    | 3         |
| 3                  | Taryn Manning          |              |            |             | 0          |           |           |                      | 3                      |                    | 3         |
| 3                  | Elizabeth McGovern     |              |            |             | 0          |           |           | 3                    |                        |                    | 3         |
| 3                  | Sophie McShera         |              |            |             | 0          |           |           | 3                    |                        |                    | 3         |
| 3                  | Adrienne C. Moore      |              |            |             | 0          |           |           |                      | 3                      |                    | 3         |
| 3                  | Kate Mulgrew           |              |            |             | 0          |           |           |                      | 3                      |                    | 3         |
| 3                  | Emma Myles             |              |            |             | 0          |           |           |                      | 3                      |                    | 3         |
| 3                  | Lesley Nicol           |              |            |             | 0          |           |           | 3                    |                        |                    | 3         |
| 3                  | Sarah Jessica Parker   |              |            |             | 0          |           | 1         |                      | 2                      |                    | 3         |
| 3                  | Jessica Pimentel       |              |            |             | 0          |           |           |                      | 3                      |                    | 3         |
| 3                  | Dascha Polanco         |              |            |             | 0          |           |           |                      | 3                      |                    | 3         |
| 3                  | Elizabeth Rodriguez    |              |            |             | 0          |           |           |                      | 3                      |                    | 3         |
| 3                  | Abigail Savage         |              |            |             | 0          |           |           |                      | 3                      |                    | 3         |
| 3                  | Taylor Schilling       |              |            |             | 0          |           |           |                      | 3                      |                    | 3         |
| 3                  | Constance Shulman      |              |            |             | 0          |           |           |                      | 3                      |                    | 3         |
| 3                  | Dale Soules            |              |            |             | 0          |           |           |                      | 3                      |                    | 3         |
| 3                  | Octavia Spencer        |              | 1          | 2           | 3          |           |           |                      |                        |                    | 0         |
| 3                  | Emma Stone             | 1            |            | 2           | 3          |           |           |                      |                        |                    | 0         |
| 3                  | Yael Stone             |              |            |             | 0          |           |           |                      | 3                      |                    | 3         |
| 3                  | Samira Wiley           |              |            |             | 0          |           |           |                      | 3                      |                    | 3         |
| 3                  | Penelope Wilton        |              |            |             | 0          |           |           | 3                    |                        |                    | 3         |
| 3                  | Kate Winslet           |              | 2          |             | 2          |           |           |                      |                        | 1                  | 1         |
| 3                  | Alfre Woodard          |              |            |             | 0          |           |           |                      | 1                      | 2                  | 3         |
| 3                  | Renée Zellweger        | 1            | 1          | 1           | 3          |           |           |                      |                        |                    | 0         |
| 3                  | Catherine Zeta-Jones   |              | 1          | 2           | 3          |           |           |                      |                        |                    | 0         |

### Més nominats
(Mínim 10 nominacions)
| Total | Nominat             | Pel·lícula   | Pel·lícula | Pel·lícula  | Pel·lícula | Televisió | Televisió | Televisió            | Televisió              | Televisió | Televisió |
| Total | Nominat             | Protagonista | Secundari  | Repartiment | Total      | Drama     | Comèdia   | Repartiment de drama | Repartiment de comèdia | Minisèrie | Total     |
| ----- | ------------------- | ------------ | ---------- | ----------- | ---------- | --------- | --------- | -------------------- | ---------------------- | --------- | --------- |
| 22    | Edie Falco          |              |            |             | 0          | 7         | 7         | 7                    | 1                      |           | 22        |
| 21    | Julia Louis-Dreyfus |              |            |             | 0          |           | 12        |                      | 9                      |           | 21        |
| 20    | Alec Baldwin        |              | 1          | 2           | 3          |           | 8         |                      | 7                      | 2         | 17        |
| 19    | Julianna Margulies  |              |            |             | 0          | 9         |           | 10                   |                        |           | 19        |
| 19    | David Hyde Pierce   |              |            | 1           | 1          |           | 8         |                      | 10                     |           | 18        |
| 18    | Kelsey Grammer      |              |            |             | 0          |           | 8         |                      | 10                     |           | 18        |
| 17    | Meryl Streep        | 10           | 1          | 5           | 16         |           |           |                      |                        | 1         | 1         |
| 16    | Steve Carell        | 1            | 1          | 2           | 4          |           | 6         |                      | 6                      |           | 12        |
| 16    | James Gandolfini    |              | 1          | 1           | 2          | 7         |           | 7                    |                        |           | 14        |
| 16    | Allison Janney      |              | 1          | 4           | 5          | 5         |           | 6                    |                        |           | 11        |
| 15    | Julie Bowen         |              |            |             | 0          |           | 3         | 2                    | 10                     |           | 15        |
| 15    | Ty Burrell          |              |            |             | 0          |           | 7         |                      | 8                      |           | 15        |
| 15    | Michael C. Hall     |              |            |             | 0          | 6         |           | 9                    |                        |           | 15        |
| 14    | Cate Blanchett      | 4            | 4          | 6           | 14         |           |           |                      |                        |           | 0         |
| 14    | Judi Dench          | 6            | 3          | 4           | 13         |           |           |                      |                        | 1         | 1         |
| 14    | Peter Dinklage      | 1            |            | 2           | 3          | 5         |           | 6                    |                        |           | 11        |
| 14    | Tina Fey            |              |            |             | 0          |           | 7         |                      | 7                      |           | 14        |
| 13    | George Clooney      | 3            | 1          | 2           | 6          | 2         |           | 5                    |                        |           | 7         |
| 13    | Sean Hayes          |              |            |             | 0          |           | 7         |                      | 5                      | 1         | 13        |
| 13    | Patricia Heaton     |              |            |             | 0          |           | 5         |                      | 7                      | 1         | 13        |
| 13    | Helen Mirren        | 4            | 2          | 2           | 8          |           |           |                      |                        | 5         | 5         |
| 13    | Elisabeth Moss      |              |            |             | 0          | 4         |           | 8                    |                        | 1         | 13        |
| 13    | Ray Romano          |              |            | 1           | 1          |           | 5         |                      | 7                      |           | 12        |
| 13    | Martin Sheen        |              |            | 2           | 2          | 5         |           | 6                    |                        |           | 11        |
| 13    | Maggie Smith        |              | 1          | 2           | 3          | 4         |           | 5                    |                        | 1         | 10        |
| 12    | Bryan Cranston      | 1            |            | 2           | 3          | 5         |           | 3                    |                        | 1         | 9         |
| 12    | Anthony Edwards     |              |            |             | 0          | 5         |           | 7                    |                        |           | 12        |
| 12    | Jon Hamm            |              |            |             | 0          | 6         |           | 6                    |                        |           | 12        |
| 12    | Lisa Kudrow         |              |            |             | 0          |           | 4         |                      | 8                      |           | 12        |
| 12    | William H. Macy     |              | 1          | 4           | 5          |           | 4         |                      |                        | 3         | 7         |
| 12    | Megan Mullally      |              |            |             | 0          |           | 7         |                      | 5                      |           | 12        |
| 12    | Kyra Sedgwick       |              |            |             | 0          | 7         |           | 5                    |                        |           | 12        |
| 12    | Kate Winslet        | 4            | 4          | 3           | 11         |           |           |                      |                        | 1         | 1         |
| 11    | Steve Buscemi       |              |            |             | 0          | 5         |           | 6                    |                        |           | 11        |
| 11    | Stockard Channing   |              | 1          |             | 1          | 2         |           | 4                    |                        | 4         | 10        |
| 11    | Helen Hunt          | 1            | 1          | 1           | 3          |           | 4         |                      | 4                      |           | 8         |
| 11    | Jane Krakowski      |              |            |             | 0          |           |           |                      | 11                     |           | 11        |
| 11    | Jane Leeves         |              |            |             | 0          |           |           |                      | 11                     |           | 11        |
| 11    | Julianne Moore      | 3            | 3          | 4           | 10         |           |           |                      |                        | 1         | 1         |
| 11    | Jim Parsons         |              |            | 1           | 1          |           | 4         |                      | 6                      |           | 10        |
| 11    | Jimmy Smits         |              |            |             | 0          | 4         |           | 7                    |                        |           | 11        |
| 11    | Kevin Spacey        | 1            | 1          | 2           | 4          | 4         |           | 2                    |                        | 1         | 7         |
| 11    | James Spader        |              |            | 1           | 1          | 3         | 1         | 3                    | 3                      |           | 10        |
| 11    | Eric Stonestreet    |              |            |             | 0          |           | 3         |                      | 8                      |           | 11        |
| 11    | Sofía Vergara       |              |            |             | 0          |           | 3         |                      | 8                      |           | 11        |
| 11    | Sam Waterston       |              |            |             | 0          | 2         |           | 9                    |                        |           | 11        |
| 10    | Jennifer Aniston    | 1            |            |             | 1          |           | 2         |                      | 7                      |           | 9         |
| 10    | Lorraine Bracco     |              |            |             | 0          | 3         |           | 7                    |                        |           | 10        |
| 10    | Don Cheadle         | 1            | 2          | 4           | 7          |           | 1         | 2                    |                        |           | 3         |
| 10    | Russell Crowe       | 4            |            | 6           | 10         |           |           |                      |                        |           | 0         |
| 10    | Claire Danes        |              |            | 1           | 1          | 4         |           | 4                    |                        | 1         | 9         |
| 10    | Peri Gilpin         |              |            |             | 0          |           |           |                      | 10                     |           | 10        |
| 10    | Ed Harris           |              | 2          | 4           | 6          |           |           | 1                    |                        | 3         | 4         |
| 10    | Felicity Huffman    | 1            |            |             | 1          |           | 2         |                      | 6                      | 1         | 9         |
| 10    | Nicole Kidman       | 2            | 2          | 3           | 7          |           |           |                      |                        | 3         | 3         |
| 10    | John Mahoney        |              |            |             | 0          |           |           |                      | 10                     |           | 10        |
| 10    | S. Epatha Merkerson |              |            |             | 0          |           |           | 9                    |                        | 1         | 10        |
| 10    | Jerry Orbach        |              |            |             | 0          | 1         |           | 9                    |                        |           | 10        |
| 10    | Robin Wright        | 1            | 1          |             | 2          | 5         |           | 2                    |                        | 1         | 8         |

### Per pel·lícula

#### Victòries múltiples
| Victòries totals | Títol de la pel·lícula                    | Categories           | Categories        | Categories            | Categories           | Categories                                |
| Victòries totals | Títol de la pel·lícula                    | Protagonista masculí | Secundari masculí | Protagonista femenina | Secundària femenina  | Repartiment                               |
| ---------------- | ----------------------------------------- | -------------------- | ----------------- | --------------------- | -------------------- | ----------------------------------------- |
| 3                | American Beauty                           | Kevin Spacey         | –                 | Annette Bening        | –                    | American Beauty                           |
| 3                | Chicago                                   | –                    | –                 | Renée Zellweger       | Catherine Zeta-Jones | Chicago                                   |
| 3                | The Help                                  | –                    | –                 | Viola Davis           | Octavia Spencer      | The Help                                  |
| 3                | Three Billboards Outside Ebbing, Missouri | –                    | Sam Rockwell      | Frances McDormand     | –                    | Three Billboards Outside Ebbing, Missouri |
| 2                | Apol·lo 13                                | –                    | Ed Harris         | –                     | –                    | Apol·lo 13                                |
| 2                | Millor, impossible                        | Jack Nicholson       | –                 | Helen Hunt            | –                    | –                                         |
| 2                | Dallas Buyers Club                        | Matthew McConaughey  | Jared Leto        | –                     | –                    | –                                         |
| 2                | Dreamgirls                                | –                    | Eddie Murphy      | –                     | Jennifer Hudson      | –                                         |
| 2                | Erin Brockovich                           | –                    | Albert Finney     | Julia Roberts         | –                    | –                                         |
| 2                | Fences                                    | Denzel Washington    | –                 | –                     | Viola Davis          | –                                         |
| 2                | The Fighter                               | –                    | Christian Bale    | –                     | Melissa Leo          | –                                         |
| 2                | Gosford Park                              | –                    | –                 | –                     | Helen Mirren         | Gosford Park                              |
| 2                | Maleïts malparits                         | –                    | Christoph Waltz   | –                     | –                    | Maleïts malparits                         |
| 2                | El discurs del rei                        | Colin Firth          | –                 | –                     | –                    | El discurs del rei                        |
| 2                | Lincoln                                   | Daniel Day-Lewis     | Tommy Lee Jones   | –                     | –                    | –                                         |
| 2                | Million Dollar Baby                       | –                    | Morgan Freeman    | Hilary Swank          | –                    | –                                         |
| 2                | No Country for Old Men                    | –                    | Javier Bardem     | –                     | –                    | No Country for Old Men                    |
| 2                | Shakespeare in Love                       | –                    | –                 | Gwyneth Paltrow       | –                    | Shakespeare in Love                       |
| 2                | Traffic                                   | Benicio del Toro     | –                 | –                     | –                    | Traffic                                   |

#### Nominacions múltiples
Nota: Els guanyadors estan escrits en negreta
| Nominacions totals | Títol de la pel·lícula                         | Categories                 | Categories                    | Categories            | Categories                         | Categories                                     |
| Nominacions totals | Títol de la pel·lícula                         | Protagonista masculí       | Secundari masculí             | Protagonista femenina | Secundària femenina                | Repartiment                                    |
| ------------------ | ---------------------------------------------- | -------------------------- | ----------------------------- | --------------------- | ---------------------------------- | ---------------------------------------------- |
| 5                  | Chicago                                        | Richard Gere               | –                             | Renée Zellweger       | Queen Latifah Catherine Zeta-Jones | Chicago                                        |
| 5                  | El dubte                                       | –                          | Philip S. Hoffman             | Meryl Streep          | Amy Adams Viola Davis              | El dubte                                       |
| 5                  | Shakespeare in Love                            | Joseph Fiennes             | Geoffrey Rush                 | Gwyneth Paltrow       | Judi Dench                         | Shakespeare in Love                            |
| 4                  | 12 anys d'esclavitud                           | Chiwetel Ejiofor           | Michael Fassbender            | –                     | Lupita Nyong'o                     | 12 anys d'esclavitud                           |
| 4                  | American Beauty                                | Kevin Spacey               | Chris Cooper                  | Annette Bening        | –                                  | American Beauty                                |
| 4                  | Birdman                                        | Michael Keaton             | Edward Norton                 | –                     | Emma Stone                         | Birdman                                        |
| 4                  | Brokeback Mountain                             | Heath Ledger               | Jake Gyllenhaal               | –                     | Michelle Williams                  | Brokeback Mountain                             |
| 4                  | El pacient anglès                              | Ralph Fiennes              | –                             | Kristin Scott Thomas  | Juliette Binoche                   | El pacient anglès                              |
| 4                  | The Fighter                                    | –                          | Christian Bale                | –                     | Amy Adams Melissa Leo              | The Fighter                                    |
| 4                  | Forrest Gump                                   | Tom Hanks                  | Gary Sinise                   | –                     | Sally Field Robin Wright           | No guardonat                                   |
| 4                  | Good Will Hunting                              | Matt Damon                 | Robin Williams                | –                     | Minnie Driver                      | Good Will Hunting                              |
| 4                  | The Help                                       | –                          | –                             | Viola Davis           | Jessica Chastain Octavia Spencer   | The Help                                       |
| 4                  | Les hores                                      | –                          | Ed Harris                     | Nicole Kidman         | Julianne Moore                     | Les hores                                      |
| 4                  | Enmig de la natura                             | Emile Hirsch               | Hal Holbrook                  | –                     | Catherine Keener                   | Enmig de la natura                             |
| 4                  | El discurs del rei                             | Colin Firth                | Geoffrey Rush                 | –                     | Helena Bonham Carter               | El discurs del rei                             |
| 4                  | Lincoln                                        | Daniel Day-Lewis           | Tommy Lee Jones               | –                     | Sally Field                        | Lincoln                                        |
| 4                  | Manchester by the Sea                          | Casey Affleck              | Lucas Hedges                  | –                     | Michelle Williams                  | Manchester by the Sea                          |
| 4                  | Entre copes                                    | Paul Giamatti              | Thomas Haden Church           | –                     | Virginia Madsen                    | Entre copes                                    |
| 4                  | La part positiva de les coses                  | Bradley Cooper             | Robert De Niro                | Jennifer Lawrence     | –                                  | La part positiva de les coses                  |
| 4                  | A Star Is Born                                 | Bradley Cooper             | Sam Elliott                   | Lady Gaga             | –                                  | A Star Is Born                                 |
| 4                  | Three Billboards Outside Ebbing, Missouri      | –                          | Woody Harrelson Sam Rockwell  | Frances McDormand     | –                                  | Three Billboards Outside Ebbing, Missouri      |
| 3                  | Adaptation: el lladre d'orquídies              | Nicolas Cage               | Chris Cooper                  | –                     | –                                  | Adaptation: el lladre d'orquídies              |
| 3                  | Gairebé famosos                                | –                          | –                             | –                     | Kate Hudson Frances McDormand      | Gairebé famosos                                |
| 3                  | The Artist                                     | Jean Dujardin              | –                             | –                     | Bérénice Bejo                      | The Artist                                     |
| 3                  | Millor, impossible                             | Jack Nicholson             | Greg Kinnear                  | Helen Hunt            | –                                  | –                                              |
| 3                  | Agost                                          | –                          | –                             | Meryl Streep          | Julia Roberts                      | Agost                                          |
| 3                  | L'aviador                                      | Leonardo DiCaprio          | –                             | –                     | Cate Blanchett                     | L'aviador                                      |
| 3                  | Babel                                          | –                          | –                             | –                     | Adriana Barraza Rinko Kikuchi      | Babel                                          |
| 3                  | Una ment meravellosa                           | Russell Crowe              | –                             | Jennifer Connelly     | –                                  | Una ment meravellosa                           |
| 3                  | Being John Malkovich                           | –                          | –                             | –                     | Cameron Diaz Catherine Keener      | Being John Malkovich                           |
| 3                  | Billy Elliot                                   | Jamie Bell                 | –                             | –                     | Julie Walters                      | Billy Elliot                                   |
| 3                  | L'olla de grills                               | –                          | Hank Azaria Nathan Lane       | –                     | –                                  | L'olla de grills                               |
| 3                  | BlacKkKlansman                                 | John David Washington      | Adam Driver                   | –                     | –                                  | BlacKkKlansman                                 |
| 3                  | Black Swan                                     | –                          | –                             | Natalie Portman       | Mila Kunis                         | Black Swan                                     |
| 3                  | Boogie Nights                                  | –                          | Burt Reynolds                 | –                     | Julianne Moore                     | Boogie Nights                                  |
| 3                  | Boyhood                                        | –                          | Ethan Hawke                   | –                     | Patricia Arquette                  | Boyhood                                        |
| 3                  | El majordom                                    | Forest Whitaker            | –                             | –                     | Oprah Winfrey                      | El majordom                                    |
| 3                  | Capote                                         | Philip S. Hoffman          | –                             | –                     | Catherine Keener                   | Capote                                         |
| 3                  | Chocolat                                       | –                          | –                             | Juliette Binoche      | Judi Dench                         | Chocolat                                       |
| 3                  | Candidata al poder                             | –                          | Jeff Bridges Gary Oldman      | Joan Allen            | –                                  | –                                              |
| 3                  | Crash                                          | –                          | Don Cheadle Matt Dillon       | –                     | –                                  | Crash                                          |
| 3                  | El curiós cas de Benjamin Button               | Brad Pitt                  | –                             | –                     | Taraji P. Henson                   | El curiós cas de Benjamin Button               |
| 3                  | Dallas Buyers Club                             | Matthew McConaughey        | Jared Leto                    | –                     | –                                  | Dallas Buyers Club                             |
| 3                  | Dreamgirls                                     | –                          | Eddie Murphy                  | –                     | Jennifer Hudson                    | Dreamgirls                                     |
| 3                  | The Favourite                                  | –                          | –                             | Olivia Colman         | Emma Stone Rachel Weisz            | –                                              |
| 3                  | Fences                                         | Denzel Washington          | –                             | –                     | Viola Davis                        | Fences                                         |
| 3                  | Descobrir el País de Mai Més                   | Johnny Depp                | Freddie Highmore              | –                     | –                                  | Descobrir el País de Mai Més                   |
| 3                  | Gladiator                                      | Russell Crowe              | Joaquin Phoenix               | –                     | –                                  | Gladiator                                      |
| 3                  | Hotel Rwanda                                   | Don Cheadle                | –                             | –                     | Sophie Okonedo                     | Hotel Rwanda                                   |
| 3                  | The Imitation Game                             | Benedict Cumberbatch       | –                             | –                     | Keira Knightley                    | The Imitation Game                             |
| 3                  | A l'habitació                                  | Tom Wilkinson              | –                             | Sissy Spacek          | –                                  | A l'habitació                                  |
| 3                  | Maleïts malparits                              | –                          | Christoph Waltz               | –                     | Diane Kruger                       | Maleïts malparits                              |
| 3                  | Jerry Maguire                                  | Tom Cruise                 | Cuba Gooding, Jr.             | –                     | Renée Zellweger                    | –                                              |
| 3                  | Els nois estan bé                              | –                          | Mark Ruffalo                  | Annette Bening        | –                                  | Els nois estan bé                              |
| 3                  | Lady Bird                                      | –                          | –                             | Saoirse Ronan         | Laurie Metcalf                     | Lady Bird                                      |
| 3                  | Les Misérables                                 | Hugh Jackman               | –                             | –                     | Anne Hathaway                      | Les Misérables                                 |
| 3                  | Petita Miss Sunshine                           | –                          | Alan Arkin                    | –                     | Abigail Breslin                    | Petita Miss Sunshine                           |
| 3                  | Little Voice                                   | –                          | –                             | Jane Horrocks         | Brenda Blethyn                     | Little Voice                                   |
| 3                  | Magnolia                                       | –                          | Tom Cruise                    | –                     | Julianne Moore                     | Magnolia                                       |
| 3                  | L'habitació d'en Marvin                        | –                          | –                             | Diane Keaton          | Gwen Verdon                        | L'habitació d'en Marvin                        |
| 3                  | Michael Clayton                                | George Clooney             | Tom Wilkinson                 | –                     | Tilda Swinton                      | –                                              |
| 3                  | Em dic Harvey Milk                             | Sean Penn                  | Josh Brolin                   | –                     | –                                  | Em dic Harvey Milk                             |
| 3                  | Million Dollar Baby                            | –                          | Morgan Freeman                | Hilary Swank          | –                                  | Million Dollar Baby                            |
| 3                  | Moonlight                                      | –                          | Mahershala Ali                | –                     | Naomie Harris                      | Moonlight                                      |
| 3                  | Mystic River                                   | Sean Penn                  | Tim Robbins                   | –                     | –                                  | Mystic River                                   |
| 3                  | Nixon                                          | Anthony Hopkins            | –                             | Joan Allen            | –                                  | Nixon                                          |
| 3                  | No Country for Old Men                         | –                          | Javier Bardem Tommy Lee Jones | –                     | –                                  | No Country for Old Men                         |
| 3                  | Precious                                       | –                          | –                             | Gabourey Sidibe       | Mo'Nique                           | Precious                                       |
| 3                  | Pulp Fiction                                   | John Travolta              | Samuel L. Jackson             | –                     | Uma Thurman                        | No guardonat                                   |
| 3                  | Sentit i sensibilitat                          | –                          | –                             | Emma Thompson         | Kate Winslet                       | Sentit i sensibilitat                          |
| 3                  | Shine                                          | Geoffrey Rush              | Noah Taylor                   | –                     | –                                  | Shine                                          |
| 3                  | The Station Agent                              | Peter Dinklage             | –                             | Patricia Clarkson     | –                                  | The Station Agent                              |
| 3                  | The Theory of Everything                       | Eddie Redmayne             | –                             | Felicity Jones        | –                                  | The Theory of Everything                       |
| 3                  | Titanic                                        | –                          | –                             | Kate Winslet          | Gloria Stuart                      | Titanic                                        |
| 3                  | Trumbo                                         | Bryan Cranston             | –                             | –                     | Helen Mirren                       | Trumbo                                         |
| 3                  | Up in the Air                                  | George Clooney             | –                             | –                     | Vera Farmiga Anna Kendrick         | –                                              |
| 2                  | 21 grams                                       | –                          | Benicio del Toro              | Naomi Watts           | –                                  | –                                              |
| 2                  | About Schmidt                                  | Jack Nicholson             | –                             | –                     | Kathy Bates                        | –                                              |
| 2                  | Aflicció                                       | Nick Nolte                 | James Coburn                  | –                     | –                                  | –                                              |
| 2                  | Albert Nobbs                                   | –                          | –                             | Glenn Close           | Janet McTeer                       | –                                              |
| 2                  | American Gangster                              | –                          | –                             | –                     | Ruby Dee                           | American Gangster                              |
| 2                  | American Hustle                                | –                          | –                             | –                     | Jennifer Lawrence                  | American Hustle                                |
| 2                  | Apol·lo 13                                     | –                          | Ed Harris                     | –                     | –                                  | Apol·lo 13                                     |
| 2                  | Argo                                           | –                          | Alan Arkin                    | –                     | –                                  | Argo                                           |
| 2                  | Beasts of No Nation                            | –                          | Idris Elba                    | –                     | –                                  | Beasts of No Nation                            |
| 2                  | L'exòtic Hotel Marigold                        | –                          | –                             | –                     | Maggie Smith                       | L'exòtic Hotel Marigold                        |
| 2                  | The Big Short                                  | –                          | Christian Bale                | –                     | –                                  | The Big Short                                  |
| 2                  | The Big Sick                                   | –                          | –                             | –                     | Holly Hunter                       | The Big Sick                                   |
| 2                  | Diamant de sang                                | Leonardo DiCaprio          | Djimon Hounsou                | –                     | –                                  | –                                              |
| 2                  | Bohemian Rhapsody                              | Rami Malek                 | –                             | –                     | –                                  | Bohemian Rhapsody                              |
| 2                  | Boys Don't Cry                                 | –                          | –                             | Hilary Swank          | Chloë Sevigny                      | –                                              |
| 2                  | Bridesmaids                                    | –                          | –                             | –                     | Melissa McCarthy                   | Bridesmaids                                    |
| 2                  | Bales sobre Broadway                           | –                          | Chazz Palminteri              | –                     | Dianne Wiest                       | No guardonat                                   |
| 2                  | Can You Ever Forgive Me?                       | –                          | Melissa McCarthy              | Richard E. Grant      | –                                  | –                                              |
| 2                  | Captain Fantastic                              | Viggo Mortensen            | –                             | –                     | –                                  | Captain Fantastic                              |
| 2                  | Capità Phillips                                | Tom Hanks                  | Barkhad Abdi                  | –                     | –                                  | –                                              |
| 2                  | Carol                                          | –                          | –                             | Cate Blanchett        | Rooney Mara                        | –                                              |
| 2                  | The Cider House Rules                          | –                          | Michael Caine                 | –                     | –                                  | The Cider House Rules                          |
| 2                  | Cinderella Man                                 | Russell Crowe              | Paul Giamatti                 | –                     | –                                  | –                                              |
| 2                  | The Cooler                                     | –                          | Alec Baldwin                  | –                     | Maria Bello                        | –                                              |
| 2                  | The Danish Girl                                | Eddie Redmayne             | –                             | –                     | Alicia Vikander                    | –                                              |
| 2                  | Pena de mort                                   | Sean Penn                  | –                             | Susan Sarandon        | –                                  | –                                              |
| 2                  | Infiltrats                                     | –                          | Leonardo DiCaprio             | –                     | –                                  | Infiltrats                                     |
| 2                  | The Descendants                                | George Clooney             | –                             | –                     | –                                  | The Descendants                                |
| 2                  | Una educació                                   | –                          | –                             | Carey Mulligan        | –                                  | Una educació                                   |
| 2                  | Erin Brockovich                                | –                          | Albert Finney                 | Julia Roberts         | –                                  | –                                              |
| 2                  | Lluny del cel                                  | –                          | Dennis Quaid                  | Julianne Moore        | –                                  | –                                              |
| 2                  | Fargo                                          | –                          | William H. Macy               | Frances McDormand     | –                                  | –                                              |
| 2                  | Florence Foster Jenkins                        | –                          | Hugh Grant                    | Meryl Streep          | –                                  | –                                              |
| 2                  | Foxcatcher                                     | Steve Carell               | Mark Ruffalo                  | –                     | –                                  | –                                              |
| 2                  | Frida                                          | –                          | Alfred Molina                 | Salma Hayek           | –                                  | –                                              |
| 2                  | Frost/Nixon                                    | Frank Langella             | –                             | –                     | –                                  | Frost/Nixon                                    |
| 2                  | Get Out                                        | Daniel Kaluuya             | –                             | –                     | –                                  | Get Out                                        |
| 2                  | Gods and Monsters                              | Ian McKellen               | –                             | –                     | Lynn Redgrave                      | –                                              |
| 2                  | Bona nit i bona sort                           | David Strathairn           | –                             | –                     | –                                  | Bona nit i bona sort                           |
| 2                  | Gosford Park                                   | –                          | –                             | –                     | Helen Mirren                       | Gosford Park                                   |
| 2                  | Green Book                                     | Viggo Mortensen            | Mahershala Ali                | –                     | –                                  | –                                              |
| 2                  | The Green Mile                                 | –                          | Michael Clarke Duncan         | –                     | –                                  | The Green Mile                                 |
| 2                  | Hidden Figures                                 | –                          | –                             | –                     | Octavia Spencer                    | Hidden Figures                                 |
| 2                  | Hilary i Jackie                                | –                          | –                             | Emily Watson          | Rachel Griffiths                   | –                                              |
| 2                  | En terra hostil                                | Jeremy Renner              | –                             | –                     | –                                  | En terra hostil                                |
| 2                  | I, Tonya                                       | –                          | –                             | Margot Robbie         | Allison Janney                     | –                                              |
| 2                  | Em dic Sam                                     | Sean Penn                  | –                             | –                     | Dakota Fanning                     | –                                              |
| 2                  | Invictus                                       | Morgan Freeman             | Matt Damon                    | –                     | –                                  | –                                              |
| 2                  | Iris                                           | –                          | Jim Broadbent                 | Judi Dench            | –                                  | –                                              |
| 2                  | J. Edgar                                       | Leonardo DiCaprio          | Armie Hammer                  | –                     | –                                  | –                                              |
| 2                  | L.A. Confidential                              | –                          | –                             | –                     | Kim Basinger                       | L.A. Confidential                              |
| 2                  | La La Land                                     | Ryan Gosling               | –                             | Emma Stone            | –                                  | –                                              |
| 2                  | L'última estació                               | –                          | Christopher Plummer           | Helen Mirren          | –                                  | –                                              |
| 2                  | Leaving Las Vegas                              | Nicolas Cage               | –                             | Elisabeth Shue        | –                                  | –                                              |
| 2                  | Life as a House                                | Kevin Kline                | Hayden Christensen            | –                     | –                                  | –                                              |
| 2                  | La vida és bella                               | Roberto Benigni            | –                             | –                     | –                                  | La vida és bella                               |
| 2                  | Lion                                           | –                          | Dev Patel                     | –                     | Nicole Kidman                      | –                                              |
| 2                  | Jocs secrets                                   | –                          | Jackie Earle Haley            | Kate Winslet          | –                                  | –                                              |
| 2                  | El Senyor dels Anells: La Germandat de l'Anell | –                          | Ian McKellen                  | –                     | –                                  | El Senyor dels Anells: La Germandat de l'Anell |
| 2                  | Moneyball                                      | Brad Pitt                  | Jonah Hill                    | –                     | –                                  | –                                              |
| 2                  | Mrs Brown                                      | –                          | Billy Connolly                | Judi Dench            | –                                  | –                                              |
| 2                  | Mudbound                                       | –                          | –                             | –                     | Mary J. Blige                      | Mudbound                                       |
| 2                  | La meva setmana amb Marilyn                    | –                          | Kenneth Branagh               | Michelle Williams     | –                                  | –                                              |
| 2                  | Nebraska                                       | Bruce Dern                 | –                             | –                     | June Squibb                        | –                                              |
| 2                  | Nine                                           | –                          | –                             | –                     | Penélope Cruz                      | Nine                                           |
| 2                  | En terra d'homes                               | –                          | –                             | Charlize Theron       | Frances McDormand                  | –                                              |
| 2                  | Diari d'un escàndol                            | –                          | –                             | Judi Dench            | Cate Blanchett                     | –                                              |
| 2                  | Quills                                         | Geoffrey Rush              | –                             | –                     | Kate Winslet                       | –                                              |
| 2                  | Ray                                            | Jamie Foxx                 | –                             | –                     | –                                  | Ray                                            |
| 2                  | Room                                           | –                          | Jacob Tremblay                | Brie Larson           | –                                  | –                                              |
| 2                  | Salvem el soldat Ryan                          | Tom Hanks                  | –                             | –                     | –                                  | Salvem el soldat Ryan                          |
| 2                  | Seabiscuit                                     | –                          | Chris Cooper                  | –                     | –                                  | Seabiscuit                                     |
| 2                  | The Sessions                                   | John Hawkes                | –                             | –                     | Helen Hunt                         | –                                              |
| 2                  | The Shape of Water                             | –                          | Richard Jenkins               | Sally Hawkins         | –                                  | –                                              |
| 2                  | Cadena perpètua                                | Morgan Freeman Tim Robbins | –                             | –                     | –                                  | No guardonat                                   |
| 2                  | L'altre costat de la vida                      | Billy Bob Thornton         | –                             | –                     | –                                  | L'altre costat de la vida                      |
| 2                  | Slumdog Millionaire                            | –                          | Dev Patel                     | –                     | –                                  | Slumdog Millionaire                            |
| 2                  | La xarxa social                                | Jesse Eisenberg            | –                             | –                     | –                                  | La xarxa social                                |
| 2                  | Spotlight                                      | –                          | –                             | –                     | Rachel McAdams                     | Spotlight                                      |
| 2                  | Steve Jobs                                     | Michael Fassbender         | –                             | –                     | Kate Winslet                       | –                                              |
| 2                  | Thirteen                                       | –                          | –                             | Evan Rachel Wood      | Holly Hunter                       | –                                              |
| 2                  | Traffic                                        | Benicio del Toro           | –                             | –                     | –                                  | Traffic                                        |
| 2                  | Training day: dia d'entrenament                | Denzel Washington          | Ethan Hawke                   | –                     | –                                  | –                                              |
| 2                  | True Grit                                      | Jeff Bridges               | –                             | –                     | Hailee Steinfeld                   | –                                              |
| 2                  | Tornar a viure                                 | –                          | –                             | Gena Rowlands         | Marisa Tomei                       | –                                              |
| 2                  | Vice                                           | Christian Bale             | –                             | –                     | Amy Adams                          | –                                              |
| 2                  | Despertant en Ned                              | –                          | David Kelly                   | –                     | –                                  | Despertant en Ned                              |
| 2                  | A la corda fluixa                              | Joaquin Phoenix            | –                             | Reese Witherspoon     | –                                  | –                                              |
| 2                  | Les ales del colom                             | –                          | –                             | Helena Bonham Carter  | Alison Elliott                     | –                                              |
| 2                  | Winter's Bone                                  | –                          | John Hawkes                   | Jennifer Lawrence     | –                                  | –                                              |